# Palazzo Pretorio

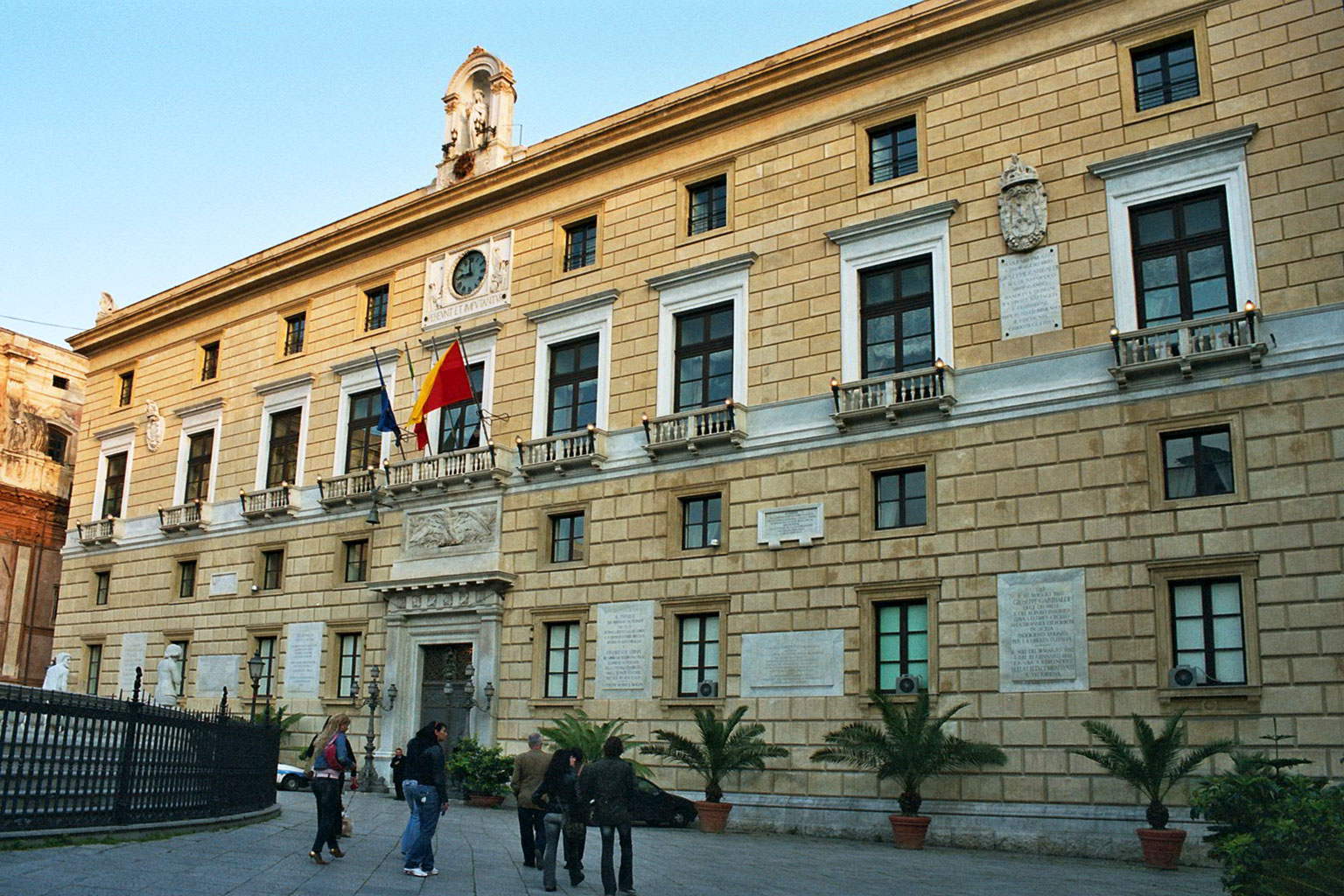
Palazzo Pretorio, Hauptfassade an der Piazza Pretoria

Der Palazzo Pretorio, auch „Palazzo Senatorio“ oder wegen der Adlerskulpturen an seiner Fassade „Palazzo delle Aquile“ genannt, ist ein Palast in Palermo. Er liegt nahe der Stadtmitte an der Südseite der Piazza Pretoria, unmittelbar neben der Fontana Pretoria. Seine Rückseite liegt an der Piazza Bellini. Heute befindet sich in dem Palast das Rathaus der Stadt.
Der Palast wurde im 15. Jahrhundert gebaut und war Sitz des Senats von Palermo. Im 17. Jahrhundert wurde er erweitert und im 19. Jahrhundert weiter umgestaltet. Die jetzige Fassade erhielt der Palast 1875. Sie ist geschmückt mit einer großen Statue der heiligen Rosalia, der Schutzpatronin Palermos, und mit Relieftafeln, die Stationen der Stadtgeschichte darstellen wie zum Beispiel den Einmarsch Garibaldis oder den Besuch Papst Johannes Paul II.